# Armand Salacrou
Armand Camille Salacrou, né le 9 août 1899 à Rouen et mort le 23 novembre 1989 au Havre, est un auteur dramatique français, connu notamment pour son Inconnue d'Arras et Boulevard Durand.

## Biographie

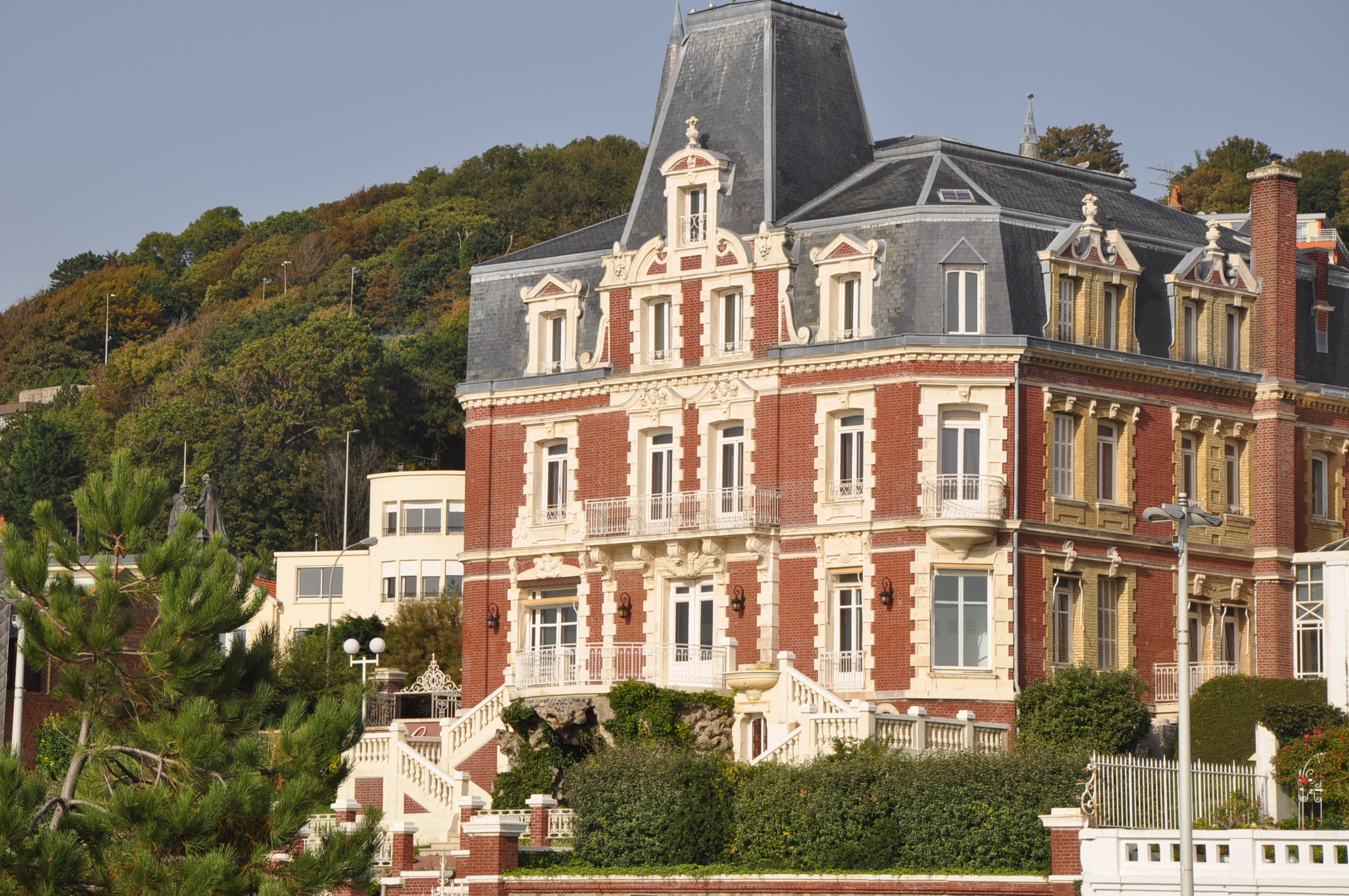
Au Havre, villa face à la mer, résidence d’Armand Salacrou.

Fils de Camille Salacrou, pharmacien, et de Gabrielle Le Pestel, il fait ses études au lycée du Havre, puis aux facultés de médecine, de lettres et de droit de Paris. Il obtient le certificat d'études physiques, chimiques et biologiques. Licencié en philosophie, il est titulaire d'un diplôme d'études supérieures sous la direction de Victor Basch.
Le 7 juin 1922, il épouse Lucienne Jeandet, avec qui il a deux filles, dédicataires de sa pièce La terre est ronde. Au début des années 1920, il est journaliste à L'Humanité (spectacles) et à L'Internationale. Il prépare ensuite une licence en droit. Il s'oriente vers le théâtre et il est secrétaire de Charles Dullin (1925). Mais le succès ne vient que dix ans plus tard. Il s'oriente un temps vers la publicité afin de développer les ventes des spécialités pharmaceutiques de son père, la pommade Marie Rose et le vermifuge Lune.
Mobilisé en 1939, prisonnier, évadé, il participe à des activités de Résistance et s'engage en 1944 dans les Forces françaises libres. D'après le livre de Félicité Herzog Une brève libération (éd. Stock, 2022), il fréquente assidument sous l'Occupation le salon du duc Pierre de Brissac et de son épouse May, d'opinions très collaborationnistes et antisémites, où « il était le seul à oser critiquer le fascisme et Hitler » (p. 95) et entretient une amitié amoureuse avec leur fille Marie-Pierre, de vingt-cinq ans plus jeune que lui (pp. 137-138, 173, 189).
Il poursuit ensuite une abondante création théâtrale. Ceci lui vaut d'entrer à l’Académie Goncourt à partir de 1949. Il en devient membre honoraire en 1983. Il est aussi élu plusieurs fois président de la Société des auteurs et compositeurs dramatiques.
En 1963, il est président du jury du Festival de Cannes. En 1966, il est membre du jury de ce même festival.
Il est joué à la Comédie-Française de son vivant. Il écrit aussi Les Idées de la nuit, recueil de textes divers sur le théâtre, les Goncourt, la Résistance... (Librairie Arthème Fayard, 1960, 259 p.).
Il fait aussi l'adaptation et le dialogue de La Beauté du diable de René Clair.
Il est grand officier de la Légion d'honneur, commandeur des Palmes académiques et des Arts et des Lettres et officier du Mérite sportif.
Il meurt le 23 novembre 1989 à l'âge de 90 ans.
Son épouse Lucienne décède en 1991.

## Distinctions
- Grand officier de la Légion d'honneur
- Commandeur de l'ordre des Palmes académiques
- Commandeur de l'ordre des Arts et des Lettres
- Officier de l'ordre du Mérite sportif‎

## Pièces de théâtre
- 1925 : Le Casseur d'assiettes
- 1925 : Tour à terre
- 1927 : Le Pont de l'Europe
- 1927 : Patchouli ou Les Désordres de l'amour
- 1931 : Atlas-Hôtel
- 1934 : Une femme libre
- 1935 : Les Frénétiques
- 1936 : L'Inconnue d'Arras
- 1937 : Un homme comme les autres
- 1938 : La Terre est ronde
- 1939 : Histoire de rire
- 1944 : La Marguerite
- 1945 : Les Fiancés du Havre
- 1946 : Les Nuits de la colère
- 1946 : Le Soldat et la sorcière, mise en scène Charles Dullin, musique de Francis Poulenc, Théâtre Sarah-Bernhardt
- 1948 : L'Archipel Lenoir ou Il ne faut pas toucher aux choses inutiles
- 1950 : Dieu le savait ou La vie n'est pas sérieuse
- 1950 : Poof, mise en scène Yves Robert, Théâtre Édouard VII, 26 octobre
- 1950 : Pourquoi pas moi, mise en scène Jacques Dumesnil, Théâtre Édouard VII, 26 octobre
- 1952 : Sens interdit, pièce en un acte[9]
- 1953 : Les invités du bon Dieu, mise en scène Yves Robert, Théâtre Saint-Georges
- 1957 : Une femme trop honnête, mise en scène Georges Vitaly, décors de Paul Ackerman, Théâtre Édouard VII
- 1960 : Boulevard Durand
- 1960 : Histoire de rire, mise en scène Jean Meyer, Théâtre de la Madeleine
- 1964 : Comme les chardons, mise en scène Michel Vitold, Comédie-Française